# Vaksdal
Vaksdalⓘ là một đô thị ở hạt Hordaland, Na Uy.
Vaksdal được lập làm đô thị ngày 1 tháng 1 năm 1964 - sau khi sáp nhập các khu vực của Bruvik, Evanger và Modalen.
Dạng tiếng Na Uy Cổ của tên gọi có thể là *Vágsdalr. Tiếp đầu ngữ lúc đó có thể là sở hữu cách của vágr nghĩa là 'vịnh', tiếp vĩ ngữ dalr nghĩa là 'thung lũng'.
Huy hiệu được áp dụng từ năm 1990. Hình huy hiệu cho thấy ba con thoi dệt, đại diện cho ngành dệt của đô thị này.